# Karang (Delanggu)
Karang is een bestuurslaag in het regentschap Klaten van de provincie Midden-Java, Indonesië. Karang telt 2231 inwoners (volkstelling 2010).